# František Fišer (malíř)
František Fišer, křtěný František Jan (15. listopadu 1889 Radnice – 30. prosince 1957 Praha) byl český akademický malíř, odborný restaurátor a autor uměleckých návrhů vitráží. Působil mezi lety 1915 až 1957. 
Nejznámější objev Fr. Fišera je z roku 1947 ve znojemské rotundě svaté Kateřiny. Zde v samém závěru restaurování rozpoznal a odkryl v omítce vyrytý latinský nápis pocházející pravděpodobně ze 2. poloviny 13. století. Jako první v Evropě začal při restaurování maleb používat fotografické metody či ultrafialové a infračervené světlo.
O činnosti Františka Fišera existuje nemalé množství zmínek v obecních kronikách, farních záznamech, zprávách o restaurování objektů či obrazů, bakalářských či magisterských pracích, sbornících, časopisech nebo filmových a televizních dokumentech.

## Životopis

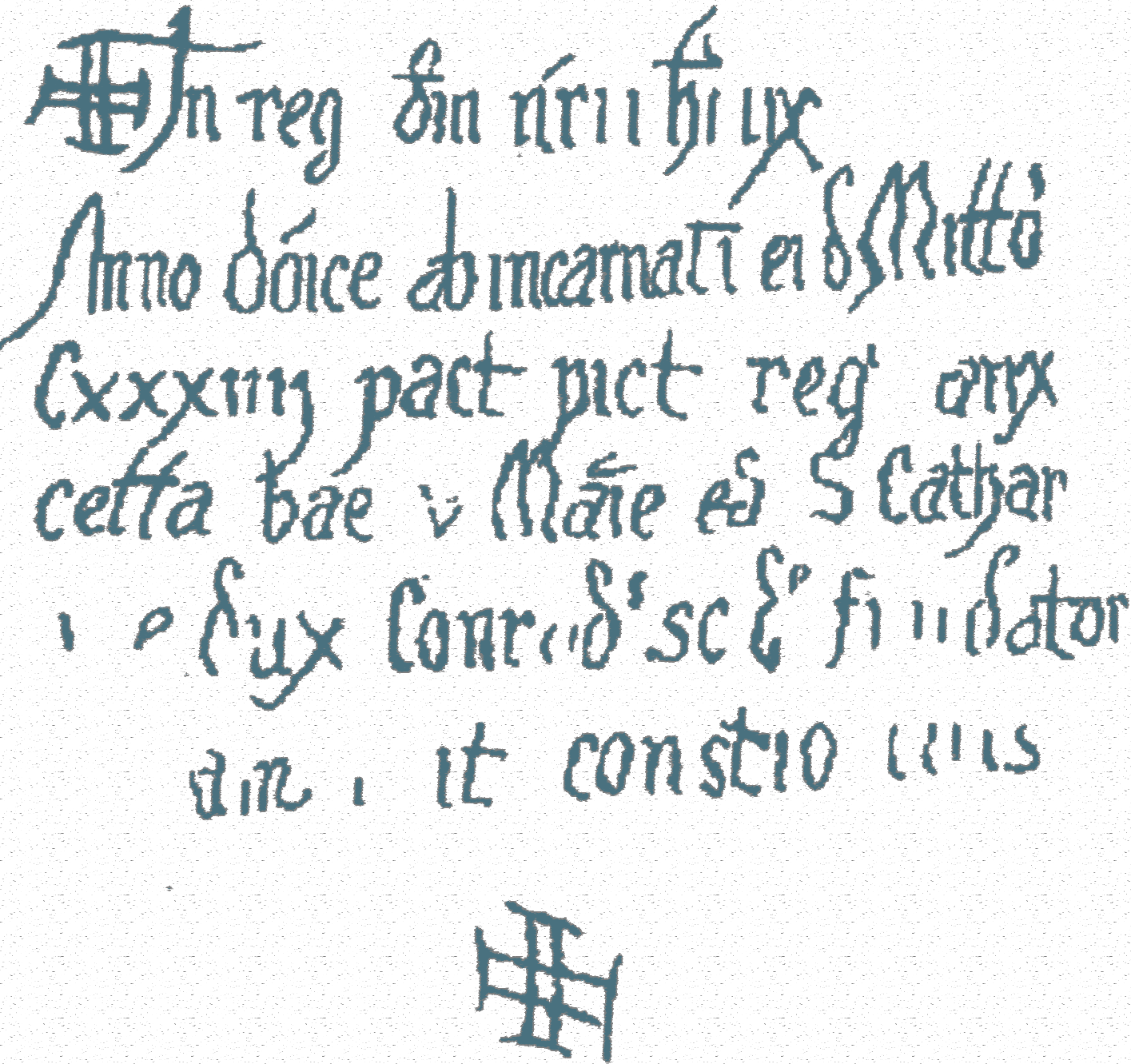
Rotunda sv. Kateřiny, Znojmo, latinský nápis z 2. pol. 13. století

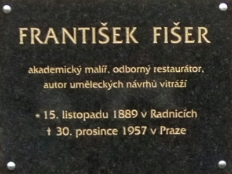
pamětní deska na stěně Muzea Josefa Hyláka v Radnicích

František Fišer byl synem obuvnického mistra Jana Fišera z Radnic a jeho manželky Barbory, rozené Vonáskové. Dne 14. prosince 1920 se v Praze oženil s malířkou Jiřinou, rozenou Lašťovkovou (1899–1986). Vychovali tři syny: Jiří (1921–2002) byl televizní technik, Jaromír (1928–2008) byl úředník a Ivo (1930–2016) byl zvukový technik. Společně bydleli v Praze 7, Heřmanově ul. 7, kde měl Fr. Fišer v nejvyšším patře svůj ateliér. Dožil se 68 let a zemřel 30. prosince 1957 v Praze. Měl tři sourozence: sestra Josefa (provdaná Beerová) žila v Říčanech u Prahy a dvojice sester Anna s Marií žily společně v Radnicích.
František Fišer se nejprve vyučil malířem pokojů. Následně však studoval na UMPRUM figurální tvorbu u profesora Emanuela Dítěte a soukromě na AVU u profesora Vratislava Nechleby. Podle manželky Jiřiny se Fr. Fišer s profesorem Nechlebou přátelil a příležitostně spolupracovali. V roce 1920 byl s budoucí manželkou na skromném studijním pobytu v Paříži. Ve 20. letech poskytoval malířské kurzy. Ve stejné době začal kariéru restaurátora i autora vitráží.
V 50. letech mu pak bylo nabídnuto, aby se podílel na počínající výuce restaurátorství. Patřil zřejmě v té době mezi nejuznávanější restaurátory. Z politických důvodů však nabídku na výuku restaurátorství odmítl. Po jeho smrti tak zanikly některé jeho na tehdejší dobu objevné metody restaurování. 

## Posmrtné připomínky
- K dispozici jsou nejméně tři obrazové dokumenty zmiňující činnosti Františka Fišera. Protektorátní filmová aktualita ze Sázavského kláštera o restaurování tamní kapituly. Socialistický filmový dokument k objevu latinského nápisu ze 13. stol. v Rotundě sv. Kateřiny (Znojmo). Televizní pořad Toulavá kamera o historii Kostele sv. Jakuba (Rovné ve Stříbrné Skalici).
- V listopadu 2019 byla Františku Fišerovi v jeho rodných Radnicích u příležitosti 130. výročí narození odhalena pamětní deska[6] a uspořádána výstava odkazující na mnohé póly jeho umělecké činnost. Deska je umístěna na čelní stěně radnického Muzea Josefa Hyláka. Pamětní desku společně pořídilo město Radnice a šestice vnuček i vnuků Františka Fišera. Odhalení desky a vernisáže výstavy se účastnilo přes 50 potomků, příbuzných a hostů.
- V roce 2019 vyšly dva články s osobními vzpomínkami Ivanky Fišerové (vnučky Františka Fišera) v regionálních čtvrtletnících Pod Zelenou Horou[7] a Vítaný Host.[8]

## Restaurátorské práce
František Fišer se zaměřoval především na restaurování církevních staveb, zejména figurálních nástěnných maleb. Podle jeho vlastní dokumentace restauroval malby ve více než 70 objektech. Jedna z vnuček Fr. Fišera pracoval v 80. letech jako kastelánka na zámku v Bučovicích. Jako tichý svědek, zde zažila návštěvu velké skupiny německých restaurátorů. Prováděl ji Ludvík Losos, působící tehdy v podniku Státní restaurátorské ateliery. Součástí výkladu Losose bylo příkladné hodnocení restaurátorských prací provedených v minulosti Fr. Fišerem.
| období       | místo               | objekt                              | poznámka                                                                 |
| ------------ | ------------------- | ----------------------------------- | ------------------------------------------------------------------------ |
| 1915         | Nymburk             | kostel sv. Jiljí                    |                                                                          |
| 1924         | Praha-Staré Město   | kostel Nejsvětějšího Salvátora      | na Křižovnickém náměstí                                                  |
| 1924         | Plzeň               | katedrála sv. Bartoloměje           | Šternberská kaple                                                        |
| 1925         | Stará Boleslav      | kostela Nanebevzetí Panny Marie     |                                                                          |
| 1925         | Dražice nad Jizerou | kostel sv. Martina                  |                                                                          |
| 1927         | Ústí nad Orlicí     | kostel Nanebevzetí Panny Marie      |                                                                          |
| 1927         | Praha-Bubeneč       | Lannova vila                        | Reprezentační zařízení Akademie věd České republiky                      |
| 1927         | Pacov               | kostel Michaela archanděla v Pacově |                                                                          |
| 1928 až 1929 | Praha-Nové Město    | kostel Nanebevzetí Panny Marie      |                                                                          |
| 1929 až 1930 | Praha-Nové Město    | kostel Panny Marie Sněžné           | postranní oltář Zvěstování Panny Marie, viz vlastní tvorbu               |
| 1932         | Veltrusy            | kostel Narození sv. Jana Křtitele   |                                                                          |
| 1932         | Praha-Braník        | kostel sv. Prokopa                  |                                                                          |
| 1932         | Praha-Nové Město    | kostel sv. Vojtěcha                 | postranní oltář Samson a Bileám                                          |
| 1932         | Žďár u Blovic       | kostel sv. Václava                  |                                                                          |
| 1932         | Blovice             | kostel sv. Evangelisty              | v okrese Plzeň - jih                                                     |
| 1932         | Zdemyslice u Blovic | kostel sv. Mikuláše                 |                                                                          |
| 1933         | Praha-Hradčany      | Černínský palác                     |                                                                          |
| 1933         | Petrovice u Sedlčan | kostel sv. Petra a Pavla            |                                                                          |
| 1933         | Praha-Malá Strana   | dům U Zeleného věnce                | Deylův ústav pro slepé                                                   |
| 1933         | Poříčí nad Sázavou  | kostel sv. Petra a Pavla            |                                                                          |
| 1935         | Myšenec             | kostel sv. Havla                    |                                                                          |
| 1935         | Praha-Malá Strana   | dům U tří pštrosů                   |                                                                          |
| 1935         | Praha-Malá Strana   | dům U Flavínů                       | nebo taky U Splavínů                                                     |
| 1937         | Nová Bystřice       | kostel                              |                                                                          |
| 1937         | Český Krumlov       | kostel sv. Víta                     |                                                                          |
| 1937         | Praha-Hradčany      | bazilika sv. Jiří                   |                                                                          |
| 1937         | Zbraslav            | kaplička Panny Marie                | Na Baních                                                                |
| 1937 až 1938 | Přeštice            | kostel Nanebevzetí Panny Marie      |                                                                          |
| 1937 až 1939 | Jindřichův Hradec   | křížová chodba u sv. Jana Křtitele  |                                                                          |
| 1938 až 1939 | Stará Říše          | kostel                              | na Moravě                                                                |
| 1939         | Křeč u Černovic     | kostel sv. Jakuba Většího           |                                                                          |
| 1939         | Hradec Králové      | katedrála sv. Ducha                 |                                                                          |
| 1940         | Kladno              | kostel Nanebevzetí Panny Marie      |                                                                          |
| 1941         | Herálec             | zámek                               | u Humpolce                                                               |
| 1941         | Dráchov             | zámek                               | u Soběslavi, kaplička Panny Marie, svatojiřská legenda, zelené pokoje    |
| 1941         | Praha-Malá Strana   | Valdštejnský palác                  |                                                                          |
| 1941         | Tři Duby u Chrudimi | kostel                              |                                                                          |
| 1941         | Jindřichův Hradec   | Reiterův dům                        |                                                                          |
| 1941         | Jindřichův Hradec   | Františkánský klášter               |                                                                          |
| 1941 až 1942 | Jindřichův Hradec   | kostel sv. Jana Křtitele            |                                                                          |
| 1943         | Sázava              | Sázavský klášter                    | kapitulní síň                                                            |
| 1943 až 1945 | Líbeznice           | kostel sv. Martina z Tours          | u Prahy                                                                  |
| 1944         | Rovné               | kostel sv. Jakuba Většího           | u Stříbrné Skalice                                                       |
| 1946         | Dobrovice           | kostel sv. Bartoloměje              | děkanský kostel                                                          |
| 1946         | Praha-Petřín        | zrcadlové bludiště                  | Dioráma boje Pražanů se Švédy na Karlově mostě                           |
| 1947         | Praha-Staré Město   | Staroměstská radnice                | Stará radní síň                                                          |
| 1947 až 1949 | Znojmo              | Rotunda svaté Kateřiny              |                                                                          |
| 1948         | Husovice            | kostel Nejsvětějšího Srdce Páně     | v Brně                                                                   |
| 1949         | Horní Štěpanice     | kostel Nejsvětější Trojice          |                                                                          |
| 1949 až 1950 | Červený Újezd       | klášter Hájek                       | svatostánek františkánů                                                  |
| 1949 až 1950 | Červený Újezd       | klášter Hájek                       | kartuš sv. Vojtěcha, kanonické tabulky                                   |
| 1950         | Dačice              | kostel sv. Vavřince                 |                                                                          |
| 1950         | Planá               | kostel Nanebevzetí Panny Marie      | presbytář                                                                |
| 1950         | Prachatice          | Husův dům                           | odkryl nápis „… v této jizbě bydlil Jan Hus leta panie 13… zde zůstával“ |
| 1950         | Prachatice          | kostel sv. Jakuba Většího           | děkanský kostel                                                          |
| 1951         | Prachatice          | dolní brána                         |                                                                          |
| 1951         | Český Krumlov       | Latrán                              |                                                                          |
| 1951         | Třebosice           | farnost                             | u Pardubic                                                               |
| 1951         | Loket               | hrad                                | rytířský sál                                                             |
| 1951 až 1952 | Jindřichův Hradec   | zámek                               | Rondel                                                                   |
| 1951 až 1952 | Prachatice          | radnice                             | Stará radnice                                                            |
| 1951 až 1952 | Planá               | kostel Nanebevzetí Panny Marie      |                                                                          |
| 1952         | Morašice            | kostel sv. Petra a Pavla            |                                                                          |
| 1952         | Prachatice          | Rumpálův dům                        |                                                                          |
| 1952         | Kožlany             | kostel sv. Vavřince                 |                                                                          |
| 1953         | Chvojen             | kostel sv. Jakuba                   |                                                                          |
| 1953 až 1955 | Strakonice          | hrad                                | ambit a kapitulní síň                                                    |
| 1954 až 1956 | Bučovice            | zámek                               |                                                                          |
| 1955         | Kašperské Hory      | kostel sv. Mikuláše                 |                                                                          |
| 1956         | Brozany nad Ohří    | kostel sv. Gotharda                 |                                                                          |
| 1956         | Pošná               | kostel sv. Bartoloměje              |                                                                          |
| 1956 až 1957 | Veltrusy            | zámek                               | malby Josefa Pichlera                                                    |
| 1957         | Ploskovice          | zámek                               | malby Josefa Navrátila                                                   |

Pozn.: Základem seznamu byla dokumentace Fr.Fišera. Tu později doplnili syn Jiří, vnučka Ivana, vnuk Jiří, snacha Eva a vnuk Ivo.

## Umělecké návrhy vitráží
František Fišer je také autorem uměleckých návrhů celkem 255 kostelních oken – vitráží. Podle jeho vlastní dokumentace pracoval na oknech v téměř 50 objektech. Okna zpravidla vyráběla Specializovaná dílna na malbu na sklo a vkládání skleněných segmentů do olova založená Josefem Jiřičkou sen. (1903 až 1969), dnes Umělecké sklenářství Jiřička-Coufal.
| Období       | Místo                      | Práce                       | Objekt                                                                  | Poznámka                          |
| ------------ | -------------------------- | --------------------------- | ----------------------------------------------------------------------- | --------------------------------- |
| 1923 až 1926 | Praha                      | spolupráce na rozetě        | katedrála sv. Víta                                                      | v ateliéru prof. Františka Kysely |
| 1932         | Blovice                    | 2 okna bílá                 | kostel sv. Jana Evangelisty                                             |                                   |
| 1933         | Poděbrady                  | (?)                         | proboštský kostel sv. Kříže                                             |                                   |
| 1933         | Doubravka                  | 1 okno barevné              |                                                                         |                                   |
| 1935         | Olomouc                    | 1 okno                      | kostel sv. Mořice                                                       |                                   |
| 1936         | Zbraslav                   | 3 okna bílá                 | kostel sv. Jakuba Většího                                               | vpravo před olářem                |
| 1937         | Přeštice                   | 15 oken bílých              | kostel Nanebevzetí Panny Marie                                          |                                   |
| 1939         | Roseč                      | 1 okno bílé                 | kostel sv. Šimona a Judy                                                |                                   |
| 1941         | Plzeň                      | 1 okno sv. Vojtěch          | katedrála sv. Bartoloměje                                               | Šternberská kaple                 |
| 1941         | Mělník                     | 3 okna                      | kostel Čtrnácti sv. pomocníků                                           |                                   |
| 1943         | Libošovice                 | 8 oken barevných            | kostel sv. Prokopa                                                      |                                   |
| 1944         | Mrákov                     | 3 okna                      | kostel sv. Vavřince                                                     |                                   |
| 1944         | Přerov nad Labem           | 8 oken                      | kostel sv. Vojtěcha                                                     |                                   |
| 1944         | Soběslav                   | 3 okna barevná              |                                                                         |                                   |
| 1944         | Mladá Boleslav             | 1 okno bílé                 | nemocnice                                                               |                                   |
| 1944         | Lučice u Havlíčkova Brodu  | 3 okna barevná              | kostel sv. Markéty                                                      |                                   |
| 1944         | Bechyně                    | 2 okna bílá                 |                                                                         |                                   |
| 1944         | Římov                      | 6 oken bílých               |                                                                         |                                   |
| 1944         | Dolní Dobrouč              | 8 oken barevných            | kostel sv. Mikuláše                                                     |                                   |
| 1944         | Myšenec                    | 7 oken barevných a 5 bílých | kostel sv. Havla                                                        |                                   |
| 1944         | Zahrádka u Ledče n.Sázavou | 7 oken barevných            | kostel sv. Víta                                                         | knězem byl v té době Josef Toufar |
| 1944         | Mlečice                    | 1 okno barevné              |                                                                         |                                   |
| 1945         | Bratronice - Běleč         | 10 oken bílých              | kostel sv. Mikuláše                                                     |                                   |
| 1945         | Újezd u Vizovic            | 7 okne bílých               | kostel sv. Mikuláše                                                     |                                   |
| 1945         | Prešov                     | 7 oken barevných            |                                                                         |                                   |
| 1945         | Domažlice                  | 6 oken barevných            | augustiniánský klášter                                                  |                                   |
| 1945         | Přední Kopanina            | 2 okna bílá                 | kostel sv. Máří Magdaleny                                               |                                   |
| 1945         | Hladov                     | 8 oken                      | kaple sv. Rodiny Nazaretské Archivováno 12. 2. 2019 na Wayback Machine. | u Staré Říše                      |
| 1945         | Olšany                     | 4 okna                      | kaple Nejsvětějšího Srdce Páně                                          | okres Jihlava                     |
| 1945         | Markvartice                | 3 okna                      | kaple Panny Marie                                                       | okres Jihlava                     |
| 1945         | Sedlatice                  | 2 okna                      | kaple Panny Marie                                                       |                                   |
| 1946         | Dobrovice                  | 2 okna                      | kostel sv. Bartoloměje                                                  |                                   |
| 1947         | Hvožďany                   | 5 oken barevných            | kostel sv. Prokopa                                                      |                                   |
| 1947         | Neveklov                   | 3 okna barevná              | kostel sv. Havla                                                        |                                   |
| 1947         | Plzeň                      | 3 okna                      | kostel Nanebevzetí Panny Marie                                          | kaple sv. Antonína                |
| 1947         | Přerov nad Labem           | 2 okna                      | kostel sv. Vojtěcha                                                     |                                   |
| 1947         | Hronský Beňadikt           | 3 okna barevná              | kostel sv. Benedikta                                                    |                                   |
| 1947         | Turzovka                   | 11 oken                     |                                                                         |                                   |
| 1947         | Banská Bystrica            | 13 oken                     |                                                                         |                                   |
| 1947         | Němčice na Moravě          | 2 okna                      |                                                                         |                                   |
| 1948         | Zvolen                     | 4 okna                      |                                                                         |                                   |
| 1948         | Kostelec u Křížků          | 7 oken                      | kostel. sv. Martina                                                     |                                   |
| 1948         | Husovice                   | 3 okna barevná a 10 bílých  | kostel Nejsvětějšího srdce Páně                                         | u Brna, taky ornamenty            |
| 1949         | Jastrabí                   | 4 okna                      |                                                                         |                                   |
| 1949         | Hajníky                    | 10 oken                     |                                                                         |                                   |
| 1949         | Helpa                      | 7 oken                      |                                                                         |                                   |
| 1949         | Drietom                    | 3 okna                      |                                                                         |                                   |
| 1949         | Horní Štěpanice            | 3 okna                      | kostel Nejsvětější Trojice                                              |                                   |
| 1950         | Plzeň                      | 21 oken bílých              | kostel sv. Jana Nepomuckého                                             |                                   |

Pozn.: Základem seznamu byla dokumentace Fr.Fišera. Tu později doplnili syn Jiří, vnučka Ivana, vnuk Jiří, snacha Eva a vnuk Ivo. Informace o údajné spolupráci na rozetě ve sv. Vítu pochází od manželky Fr. Fišera.

## Vlastní tvorba
František Fišer je rovněž autorem řady vlastních olejomaleb, akvarelů i kreseb. Zvláštností je velice zdařilá kopie olejomalby z kostela Panny Marie Sněžné (Praha – Jungmanovo nám.). Fr. Fišer kopii vytvořil v průběhu restaurátorských prací v roce 1929. Originál obrazu Zvěstování Panny Marie vznikl v roce 1724 a je součástí postranního oltáře. Jeho autorem je Václav Vavřinec Reiner (1689–1743). Jde o vrcholně barokní olejomalbu. Originál i kopie mají výšku 290 cm a šířku 190 cm. Kopie zůstala v držení Fr. Fišera a za 2. sv. války ji neúspěšně chtěli odkoupit Němci. Po smrti Fr. Fišera ji pozůstalí zdarma nabízeli Národní galerii, která ale měla zájem pouze o originál umístěný v kostele. Církev ovšem logicky odmítala vydat originál a nahradit ho kopií. Nějakou dobu se také zvažovalo vyříznutí ústředního motivu. Kopie nakonec zůstala v původní podobě a do roku 1986 byla ve vlastnictví vdovy Jiřiny Fišerové. Později byla vnučce Fr. Fišera tato kopie ukradena a nyní je nezvěstná.

## Další tvorba
František Fišer se rovněž věnovat ilustrování knížek, vazbě knih a tvorbě kreslených dopisnic. Ilustroval např.:
- Fišer, František. Staročeské zvyky a obyčeje. Našim dětem. A.B.Černý, Praha 1919
- Fišer, František. Dekorativní malba nástěnná - příručka pro malíře pokojů. Malířské listy. 1924
- série 18 kreslených dopisnic pro Matici staroboleslavskou k oslavě 1000, výročí smrti sv. Václava, 1929
- Hruška, František, Jan, Rytíř z Čech, Praha, A. B. Černý, 1930[25]
- Středa, František, Poklad, Praha, A. B. Černý (bez data)
- Středa, František, Poklad, Praha 1920
- Mairettová, Jeanne, Malá princezna, Praha, B. Kočí 1920
- Petrus, Josef, Blbeček, Praha, B. Kočí 1920
- Urban, František, Jaroslav, Severočeské pověsti, Praha 1923

Se svými syny také natočil několik krátkých animovaných filmů (např. Honza a lodička), které se však nedochovaly. František Fišer se také zajímal o genealogii a dohledal původ své rodiny. Mezi předky manželky Jiřiny našel karlštejnské many Nosákovce z Čímě. Následně namaloval jejich erb.

## Galerie
|  |  |  |  |
|  |  |  |  |
|  |  |  |  |
|  |  |  |  |
|  |  |  |  |